# Une nouvelle vie
Une nouvelle vie je první a jediné studiové dlouhohrající album francouzské hudební skupiny Modern Guy. Vydala jej v roce 1980 společnost Celluloid Records. Jeho vydání předcházel singl „Electrique Sylvie“ (na straně B byla píseň „Juste Besoin“) vydaný v září 1980. Producentem alba byl velšský hudebník a skladatel John Cale, který na nahrávce rovněž hrál na cembalo, varhany a perkuse. Vedle členů kapely na albu dále hrál Richard Sohl (varhany, klavír, syntezátor). Nahráno bylo ve studiích Plaza Sound a Radio City Studios v New Yorku. Mastering nahrávky byl proveden ve Sterling Sound.

## Seznam skladeb
| Pořadí | Název                     | Délka |
| ------ | ------------------------- | ----- |
| 1.     | Electrique Sylvie         | 5:44  |
| 2.     | Je Suis Swing             | 4:08  |
| 3.     | Les Anges Aux Mains Sales | 4:07  |
| 4.     | Instrumental              | 1:34  |
| 5.     | Télévision                | 3:48  |
| 6.     | Juste Besoin              | 3:56  |
| 7.     | Moi Et Mon Révolver       | 4:48  |
| 8.     | Une Nouvelle Vie          | 2:43  |
| 9.     | Palais De Glaces          | 4:06  |
| 10.    | Romatique                 | 3:56  |